# Suide
Suide (en chino, 绥德; pinyin, Suídé (escuchar)ⓘ) es un condado  bajo la administración directa de la Prefectura Yulin en la Provincia de Shaanxi, República Popular China.  Su área es de 1853 km² y su población total para 2010 superó los 296 mil habitantes.

## Administración
Desde julio de 2020, el  Condado Suide se divide en 15 pueblos administrados en poblados.

## Toponimia
El topónimo Suide [/suéi-də/] apareció en el 1183. Durante la dinastía Wei (552), se estableció la Provincia Sui (绥州 Suizhou), en el 589 fue renombrada como Shang (上州 Shangzhou) y en el 758 durante la dinastía Tang recuperó su nombre Sui. Durante la dinastía Jin (1183), se le añadió el De (德 'virtud') a Sui quedando Suide (绥德). Según las Crónica del condado Suide; el topónimo Suide [/Suéi-Də/] que literalmente traduce a 'apaciguar y virtud' simboliza el concepto de 'gobernar al pueblo con virtud'.